# Robin Robertson
Robin Robertson (geboren 1955 in Scone, Schottland) ist ein britischer Schriftsteller.

## Leben
Robin Robertson wuchs an der schottischen Nordostküste auf. Er arbeitete als Lektor im Verlag Penguin Books und im Verlag Secker and Warburg und wurde dann Herausgeber des Literaturprogramms bei Jonathan Cape. Im Laufe der Zeit betreute er Ausgaben von John Banville, John Burnside, Anne Carson, J.M. Coetzee, Seamus Deane, Anne Enright, Geoffrey Hill, Michael Longley, Sharon Olds und Peter Redgrove. Als Lektor von Ben Okris Gedichtband Stars of the New Curfew im Jahr 1988 geriet er später mit diesem in Streit über den inhaltlichen Umfang seines Lektorats. Im Jahr 2009 wurde er zum Fellow der Royal Society of Literature gewählt. Im Jahr 2015 rückte er in den Herausgeberkreis bei Jonathan Cape auf.
Robertson Gedichte erschienen im London Review of Books und im  The New York Review of Books. Verschiedene Anthologien nahmen Gedichte von ihm auf. Er war Mitglied des Beirats im Griffin Trust for Excellence in Poetry.
Robertsons erster Gedichtband A Painted Field erhielt 1997 den Forward Prize for Best First Collection und den Scottish First Book of the Year Award. 2004 erhielt er den  E. M. Forster Award der American Academy of Arts and Letters. Der Gedichtband The Wrecking Light war 2010 für den Forward Poetry Prize nominiert. 2012 war er ein Preisträger beim Cholmondeley Award, gewann außerdem den Goldsmiths Prize
den Costa Poetry Award und den T. S. Eliot Prize. Im Jahr 2013 erhielt er zusammen mit Adonis den in Deutschland ausgelobten Petrarca-Preis.
Das Buch The Long Take, eine Mischung aus Poetik und Prosa, war 2018 auf der Shortlist für den Man Booker Prize und erhielt den Goldsmiths Prize. Eine deutsche Übersetzung soll im März 2021 unter dem Titel Wie man langsamer verliert im Carl Hanser Verlag erscheinen.

## Werke (Auswahl)
- A Painted Field Picador. 1997, ISBN 978-0-330-35059-4.
- Slow Air, Harcourt. 2002, ISBN 978-0-15-100746-2.
- (Hrsg.): Mortification: Writers' Stories of Their Public Shame. HarperCollins. 2004. ISBN 978-0-06-075092-3.
  - Künstlerpech! : die peinlichsten Erlebnisse von Margaret Atwood, Roddy Doyle, Michael Ondaatje u.v.a.  Übersetzung Kathrin Razum, Claus Varrelmann. München: Goldmann, 2005, ISBN 978-3-442-45850-9.
- Swithering. Houghton Mifflin Harcourt. 2006. ISBN 978-0-15-603199-8.
- Tomas Tranströmer, The Deleted World. Enitharmon Press, 2006, ISBN 978-1-904634-51-5.
- Euripides, Medea. Random House, 2008, ISBN 978-1-4070-1399-2.
- The Wrecking Light. Picador. 2010, ISBN 978-0-330-51548-1.
  - Am Robbenkap : Gedichte. Übersetzung Jan Wagner. München: Edition Lyrik Kabinett bei Hanser, 2013. ISBN 978-3-446-24179-4.
- Hill of Doors. Picador, 2013. ISBN 978-1-4472-3154-7.
- Sailing the Forest. Farrar, Straus and Giroux, 2014. ISBN 978-0-374-25534-3.
- Euripides, Bacchae. Harper Collins, 2014, ISBN 978-0-06-231966-1.
- The Long Take. Picador, 2018. ISBN 978-1-5098-4688-7.

- Wie man langsamer verliert. Übersetzung von Anne Kristin Mittag. München: Hanser, 2021. ISBN 978-3-446-26571-4.